# Aleksandrovo (Nova Crnja)
Aleksandrovo (en serbocroata cirílico, Александрово) es un pueblo de Serbia ubicado en el municipio de Nova Crnja, en el distrito de Banato Central. Según el censo de 2022, tiene una población de 1835 habitantes.
Casi todos los habitantes son étnicamente serbios.
Está situado en el área de una antigua aldea serbia del Imperio otomano llamada "Božitovo", que fue destruida por los turcos en 1698 durante la Guerra de la Liga Santa. El actual pueblo fue fundado en 1921 por el Reino de los Serbios, Croatas y Eslovenos como un lugar de asentamiento para voluntarios de la Primera Guerra Mundial. Los primeros habitantes eran serbios procedentes de Lika y de la parte oriental del Banato. Entre 1948 y 1992, el pueblo se denominó "Velike Livade".
Se ubica en la periferia meridional de la capital municipal, Nova Crnja, en la salida de la carretera 12 que lleva a Zrenjanin.